# Seven Grams
 (juillet 2021).
 (juillet 2021).

Sevens Grams est une expérience en réalité augmentée disponible sur IOS et Android. Créée par Karim Ben Khelifa, elle révèle, via les smartphones des utilisateurs de l'application, les abus liés à l'extraction minière en République Démocratique du Congo (RDC).

## Une expérience en réalité augmentée
Les utilisateurs de l'application font face au fonctionnement de leurs smartphones en découvrant les minéraux qui les alimentent, grâce à des animations détaillées en réalité augmentée.
En utilisant la cartographie isométrique, Seven Grams remonte jusqu'à ces minéraux et révèle la dangerosité dans laquelle travaillent les mineurs en RDC. Souvent sous le contrôle de groupes armés, usant du travail forcé, les conditions d’extraction de minerais des mineurs en RDC peuvent s’avérer mortelles. 
Seven Grams matérialise cette chaîne d’approvisionnement en minerais rares, de la République Démocratique du Congo jusque dans nos maisons, et nous fait ainsi prendre conscience que la tragédie des mineurs en RDC nous concerne plus personnellement que nous pourrions le croire.

## Un projet journalistique de Karim Ben Khelifa
Karim Ben Khelifa a été correspondant de guerre pour des publications telles que Le Monde, Stern, Vanity Fair, The New York Times Magazine, Newsweek, en Palestine, Irak, Afghanistan, Somalie, au Sud Soudan, au Cachemire,  au Liban,  en Iran, Corée du Nord, Libye, Égypte…[réf. nécessaire]
Il est le créateur du projet multi-utilisateur en réalité virtuelle et en réalité augmentée The Enemy, sorti en mai 2017 et présenté depuis à l’Institut du Monde arabe, à Tel Aviv, au MIT Museum, au Centre Phi, au Geneva International Film Festival de Genève pendant la PeaceWeek 2018.[réf. nécessaire]
Multi-primé[réf. nécessaire], ce projet a été sélectionné parmi les 80 travaux journalistiques ayant le plus marqué la profession de journalisme par l’Université d’Harvard[réf. nécessaire].
En tant que correspondant de guerre et photojournaliste, Karim Ben Khelifa cherche à avoir un véritable impact, en étant pertinent sur le plan factuel, plus qu’une simple visée informative.
Ainsi, il choisit d’utiliser des médias innovants immersifs, comme la VR et l’AR, dans la pratique du journalisme. Ces médias servent à engager le public de manière plus impactante et à toucher un public plus jeune, 15-35 ans, considéré comme la génération “digital native”, consommatrice d’appareils électroniques mais inconsciente[réf. nécessaire] des réalités commerciales et politiques qui se cachent derrière.
Seven Grams informe sur les coûts humains qu’implique la fabrication de nos smartphones,  tout en proposant un levier[Lequel ?]pour améliorer l’approvisionnement en minerais rares nécessaire à leurs fabrication.
Une étude de Reuters[réf. nécessaire] montre que, plus de 87 % des membres de la génération Z s’informent en utilisant leur smartphone. Parmi eux, 75 % sont prêts à se lancer dans de nouvelles formes de narration.

## Film d'animation 2D
En suivant le récit de Chance, nous découvrons les premières années de sa vie dans un village du Nord Kivu. En 2008, à l'âge de douze ans, Chance est enlevé par le NDC, un groupe de guérilla actif dans l'Est du Congo, alors qu'il rend visite à sa sœur aînée à Mubi, dans la province du Nord-Kivu.
Après une longue nuit de marche dans la brousse, Chance apprend que lui et les 60 autres captifs étaient maintenant sous l'ordre de Tcheka, un chef de guerre notoire et dirigeant du NDC. Malgré son jeune âge, Chance apprend à se battre et s'entraîne à tuer. Pour ce faire, lui et les autres mineurs reçoivent de l'alcool et des drogues. Quand il ne se bat pas, Chance reçoit l'ordre de garder certaines mines sous le contrôle du groupe rebelle et est obligé de creuser pour trouver de l'or et de la cassitérite dans des conditions terribles
Au cours de ces six années d'épreuves, de nombreux autres enfants soldats et mineurs forcés sont morts autour de lui – certains abattus, d'autres enterrés sous des rochers effondrés. Beaucoup d'autres ont tenté de s'échapper. Avec le temps, les tensions au sein du groupe rebelle se sont accrues, les deux chefs se disputant son contrôle. Un jour, alors que les combats au sein du groupe éclatent, Chance y voit une occasion de s'échapper. C'était la deuxième fois, mais cette fois il saisit le moment favorable et s'enfuit dans la forêt. Pendant deux jours, il évite tout contact humain, jusqu'à ce qu'il rencontre enfin un vieil homme de confiance. Grâce à lui, Chance retrouvera le chemin de son village et sa famille.
Le film d’animation est réalisé par l’artiste américaine TT Svoronos. Elle utilise la technique d’effacements créée par l’artiste sud-africain William Kentridge, « l’animation du pauvre ». C’est sur un seul et même dessin au fusain que l’animation est réalisée. L’artiste transforme le dessin avec des ajouts et effacements, puis  prend une photo à chaque étape, reprenant ainsi la technique du stop motion.